# Liste der Museen im Landkreis Bad Tölz-Wolfratshausen
Die Liste der Museen im Landkreis Bad Tölz-Wolfratshausen gibt einen Überblick über aktuelle und ehemalige Museen im Landkreis Bad Tölz-Wolfratshausen in Bayern.

## Aktuelle Museen
| Gemeinde       | Name                        | Kurzbeschreibung | gegründet/ eröffnet | Träger                                                   | Standort                                    | Bild           | Link |
| -------------- | --------------------------- | --- | ------------------- | -------------------------------------------------------- | ------------------------------------------- | -------------- | ---- |
| Bad Tölz       | Bulle von Tölz Museum       | Die Ausstellung befasst sich mit der Fernsehserie Der Bulle von Tölz und deren Darsteller und Drehorte in Bad Tölz und Umgebung. | 25. Sep. 2014       | Privat                                                   | Tölzer Mauthäusl                            | weitere Bilder |      |
| Bad Tölz       | Stadtmuseum Bad Tölz        | In 38 Themenräumen werden Exponate zur Regionalgeschichte, Handwerk und Floßhandel, Adel und Bürgertum sowie Brauchtum, Volksglaube und Freizeit gezeigt. Ein Raum widmet sich der Tölzer Leonhardifahrt.                                          | 1886                | Stadt Bad Tölz                                           | Bürgerbräu-Gebäude                          | weitere Bilder |      |
| Benediktbeuern | Fraunhofer-Glashütte        | Die Ausstellung in der historischen Glashütte erinnert an das Wirken des Optikers Joseph von Fraunhofer in Benediktbeuern. Neben zwei Glasschmelzöfen werden Werkzeuge zur Glasbearbeitung und eine kleine Sammlung optischer Instrumente gezeigt. | 1990                | Fraunhofer-Gesellschaft                                  | Kloster Benediktbeuern                      | weitere Bilder |      |
| Geretsried     | Museum der Stadt Geretsried | Das Museum veranschaulicht die Entstehungsgeschichte der Gemeinde und die Herkunft der Heimatvertriebenen aus dem Egerland und Schlesien, der Donauschwaben und der Siebenbürger Sachsen.                                                          | 1970                | Förderverein Geretsrieder Heimatmuseum e. V.             | !547.8748835511.4639675 47.874883 11.463967 | weitere Bilder |      |
| Kochel am See  | Franz Marc Museum           | Das Museum zeigt in wechselnden Ausstellungen Werke des deutschen Expressionismus, insbesondere der Künstler des Blauen Reiters und der Brücke, und der Nachkriegsabstraktion.                                                                     | 1986                | Franz Marc Stiftung und Stiftung Etta und Otto Stangl    | !547.6505825511.3652305 47.650582 11.36523  | weitere Bilder |      |
| Kochel am See  | Museum im Schusterhaus      | Das kleine Museum erinnert an die Geschichte des Hauses und seiner Bewohner. Im Erdgeschoss ist die von 1645 bis 2010 betriebene Schusterwerkstatt museal erhalten.                                                                                | Mai 2024            | Verein für Heimatgeschichte im Zweiseenland Kochel e. V. | Schusterhaus                                | weitere Bilder |      |
| Kochel am See  | Walchensee-Museum           | Das Museum zeigt Werke von Lovis Corinth und weiterer am Walchensee schaffender Künstler sowie eine heimatkundliche Sammlung. | 21. Juli 2008       | Friedhelm-Oriwol-Stiftung                                | Urfeld                                      | weitere Bilder |      |
| Königsdorf     | Heimatmuseum                | Das Museum führt durch die Ortsgeschichte und zeigt Ausstellungen zum Leben und Wirken Königsdorfer Persönlichkeiten. |                     | Verein „Unser Dorf“                                      | !547.8166915511.4795355 47.816691 11.479535 |                |      |
| Lenggries      | Heimatmuseum                | Das Museum zeigt Exponate zur Siedlungsgeschichte der Region, Brauchtum, Handwerk, Land- und Almwirtschaft, Flößerei sowie Tourismus und Skisport.                                                                                                 | 26. Aug. 2004       | Gemeinde Lenggries                                       | !547.6810405511.5773475 47.68104 11.577347  | weitere Bilder |      |
| Wolfratshausen | Erinnerungsort BADEHAUS     | Die Ausstellung führt durch die Geschichte von der NS-Siedlung Föhrenwald über das Lager für jüdische Displaced Persons bis zum Wolfratshauser Stadtteil Waldram.                                                                                  | Okt. 2018           | Bürger fürs BADEHAUS Waldram-Föhrenwald e. V.            | Waldram                                     | weitere Bilder |      |
| Wolfratshausen | Museum Wolfratshausen       | Die Ausstellung in sieben Räumen befasst sich mit der Entwicklung der Stadt am Wasser, der Flößerei, dem Bürgertum, Gewerbe und Tourismus. Eine Zeitleiste führt durch die 1000-jährige Stadtgeschichte.                                           | 1936                | Stadt Wolfratshausen                                     | Ehemaliges Landgericht                      | weitere Bilder |      |

## Ehemalige Museen
| Gemeinde  | Name       | Kurzbeschreibung | gegründet/ eröffnet | geschlossen/ aufgelöst | Träger | Standort                                    | Bild           | Link |
| --------- | ---------- | --- | ------------------- | ---------------------- | ------ | ------------------------------------------- | -------------- | ---- |
| Lenggries | Tiermuseum | Das aus einer privaten Sammlung entstandene Museum zeigte Tierpräparate vieler mitteleuropäischer Arten in ihrem natürlichen Lebensraum. | 1973                | 2009                   | Privat | !547.6870895511.5767745 47.687089 11.576774 | weitere Bilder |      |